# Eirik Lae Solberg

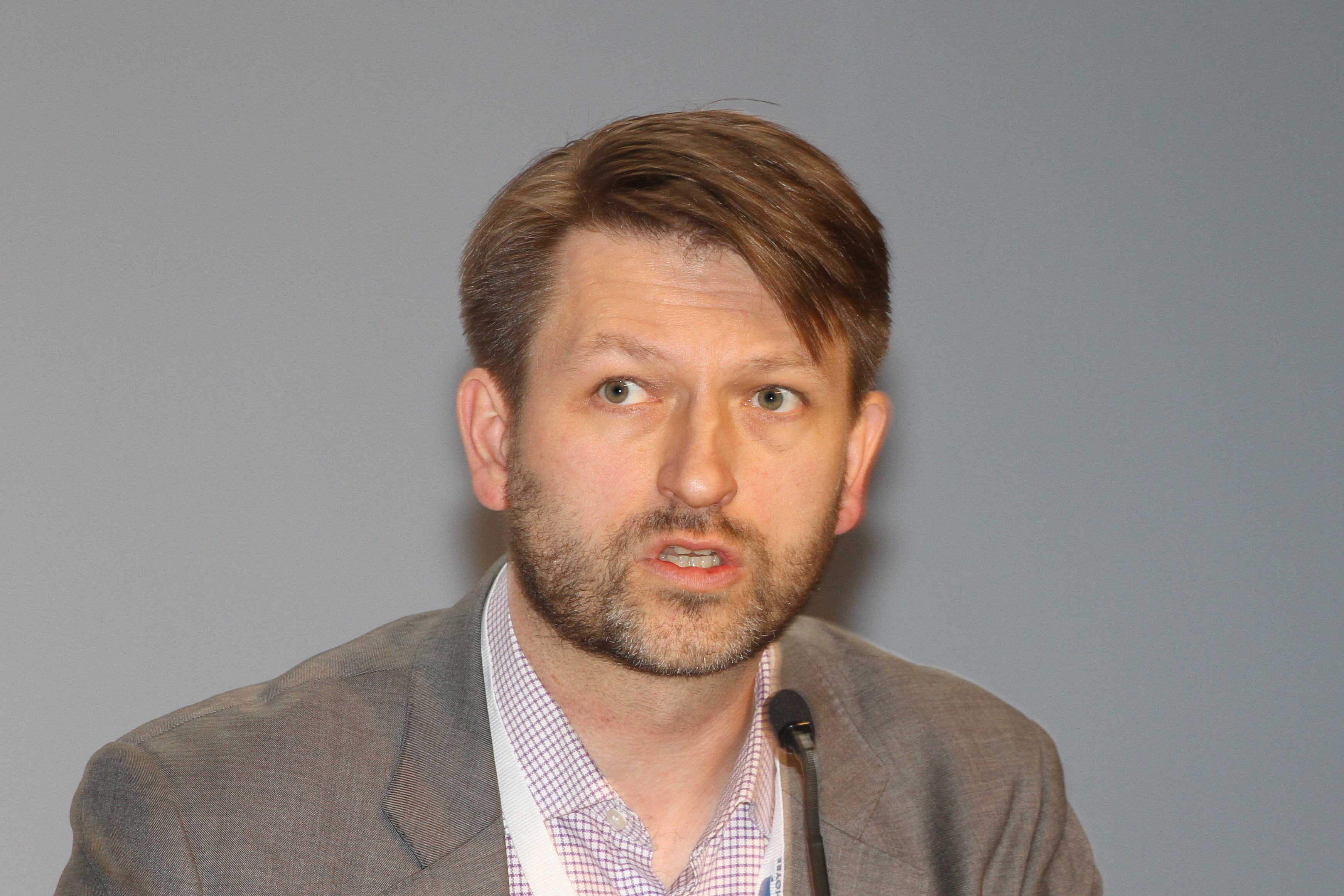
Eirik Lae Solberg, 2017

Eirik Lae Solberg (* 3. April 1971 in Drammen) ist ein norwegischer Politiker der konservativen Partei Høyre. Seit Oktober 2023 ist er Oslos Byrådsleder. Von März 2004 bis Oktober 2005 sowie von Oktober 2013 bis April 2014 war er Staatssekretär. Von April 2014 bis Oktober 2015 war er Finanzbyråd in Oslo.

## Leben
Solberg stammt aus Drammen. An der Universität Oslo, der London School of Economics und der Cambridge University studierte er die Fächer Europäische Politik und Geschichte sowie Volkswirtschaftslehre. In Drammen engagierte er sich in der Parteijugend Unge Høyre und stand von 1991 bis 1992 der Organisation im Fylke Buskerud vor. Bei der Parlamentswahl 1993 trat er für den Wahlkreis Buskerud an. In den Jahren 1995 bis 1999 war er Mitglied im Kommunalparlament von Drammen. Für die Høyre-Fraktion im norwegischen Nationalparlament Storting war er in der Legislaturperiode von 1997 bis 2001 tätig.
Er arbeitete von Oktober 2001 bis März 2004 als politischer Referent im Wirtschafts- und Handelsministerium unter Minister Ansgar Gabrielsen in der Regierung Bondevik II. Anschließend fungierte er bis Oktober 2004 unter Morten Andreas Meyer als Staatssekretär im Arbeits- und Verwaltungsministerium. Ab Oktober 2004 setzte er seine Tätigkeit als Staatssekretär unter Meyer im in Modernisierungsministerium umbenannten Ministerium fort. Seine Amtszeit endete mit dem Abtritt der Regierung Bondevik II im Oktober 2005. Von 2006 bis 2009 arbeitete er als Chief Communications Officer bei Microsoft Norwegen.
Im Jahr 2007 zog Solberg in den Osloer Stadtrat ein und wurde stellvertretender Fraktionsvorsitzender der Høyre-Fraktion. Von 2009 bis 2013 übernahm er den Faktionsvorsitz und war somit Berufspolitiker. Im Oktober 2013 wurde er Staatssekretär unter Wirtschaftsministerin Monica Mæland im Wirtschafts- und Handelsministerium, ab Beginn des Jahres 2014 im Wirtschafts- und Fischereiministerium. Seine Amtszeit endete im April 2014, als er unter Stian Berger Røsland in Oslo neuer Byråd, also Mitglied der Osloer Stadtregierung, wurde. Als solcher wurde er für den Finanzbereich zuständig. Seine Zeit als Byråd endete nach der Kommunalwahl im Herbst 2015.
Nach seiner Zeit als Byråd wurde er im Stadtrat erneut Fraktionsvorsitzender. Außerdem übernahm er den Vorsitz des Verkehrs- und Umweltausschusses. Bei der Kommunalwahl 2019 trat er als Spitzenkandidat der Høyre an. Bei der Wahl gelang es der Partei nicht, die Grundlage für einen Regierungswechsel zu schaffen. Solberg kandidierte anschließend nicht erneut bei der Wahl des Fraktionsvorsitzenden. Im Jahr 2020 begann er für das Beratungsunternehmen Deloitte zu arbeiten. Solberg gelang es bei der Parlamentswahl 2021 nicht, direkt in das norwegische Nationalparlament Storting einzuziehen. Stattdessen wurde er für den Wahlkreis Oslo sogenannter Vararepresentant, also Ersatzabgeordneter. Als solcher kam Solberg zu Beginn der Legislaturperiode vom 1. bis zum 14. Oktober 2021 zu einem festen Einsatz, als er seinen Parteikollegen Nikolai Astrup vertrat. Astrup musste zu dieser Zeit bis zum Abtritt der Regierung Solberg als Mitglied der Regierung sein Mandat ruhen lassen.
Im September 2022 wurde er für die Kommunalwahl im Herbst 2023 erneut zum Spitzenkandidaten seiner Partei gewählt. Bei der Kommunalwahl in Oslo ging seine Partei schließlich als Wahlsieger hervor und Solberg bildete im Oktober 2023 den neuen Byråd. Er übernahm die Position als Byrådsleder und damit den Vorsitz des Gremiums.